# Héctor Canteros
Héctor Miguel Canteros, mais conhecido como Héctor Canteros, ou simplesmente Canteros (Buenos Aires, 15 de março de 1989), é um futebolista argentino que atua como volante ou meia. Atualmente está no Camioneros.
Em 2015, foi eleito pela conceituada revista inglesa "World Soccer Magazine" como um dos 500 jogadores mais importantes do mundo.

## Carreira

### Categorias de Base
Canteros começou sua carreira futebolística na divisão de base do San Lorenzo de Almagro, onde não conseguiu vingar. Aos 10 anos de idade chegou à base do Vélez Sarsfield, e encantou atuando como meio-campista.

### Vélez Sarsfield
Em 2008, foi relacionado pela primeira vez na equipe profissional, numa partida em que o Vélez foi derrotado pelo Huracán de Ángel Cappa por 3 a 0. Esta partida foi válida pela última rodada do Torneio Apertura de 2008.
Estreou como profissional no dia 8 de fevereiro de 2009, num empate por 0 a 0 contra o Estudiantes. Em 2011, com a saída de Leandro Somoza, Canteros começou a atuar mais pela equipe principal do Vélez. Marcou seu primeiro gol como profissional numa derrota por 3 a 2 contra o Quilmes.
Em 2011, Canteros acabaria conquistando de vez a titularidade, participando de forma destacada (foi escalado inicialmente como volante central) da vitoriosa campanha do Vélez no Torneio Clausura.
Sua polivalência, atuando em todas as posições da meia-cancha pela equipe velezana, chamou a atenção da imprensa argentina. Por isso, foi perguntado sobre qual posicionamento na cancha lhe agradava mais atuar (volante pela faixa central, pela direita, esquerda ou livre e mais adiantado como um meia). Ele respondeu que se sente muito bem atuando em qualquer posição do meio-campo.
No início de 2012, uma lesão no joelho esquerdo contribuiu para uma queda em seu rendimento, que culminou com a perda de sua titularidade na equipe para Francisco Cerro, e, por conseqüência, um distanciamento da seleção argentina.
Assim, em agosto de 2012, foi emprestado ao Villareal da Espanha, após 54 partidas e 2 gols pelo time profissional velezano.

### Villareal
Em 2012, foi emprestado ao Villarreal da Espanha.
Tito chegou ao “Submarino Amarelo” ainda se recuperando da operação de menisco no joelho esquerdo e viveu o seu melhor momento no primeiro semestre de 2013, após a chegada do técnico Marcelino Garcia Toral que substituiu Julio Velázquez.
Ao final da temporada, portanto, ajudou o Villarreal (que estava na 2a divisão espanhola) a conquistar o merecido retorno a elite do futebol espanhol.
Porém, não teve seu contrato renovado, e ao final da temporada retornou ao Vélez Sarsfield.

### Retorno ao Vélez Sarsfield
No segundo semestre de 2013, retornou ao futebol argentino. Em sua reestreia fez uma ótima exibição na vitória sobre o Tigre, protagonizando a assistência para o gol de Lucas Pratto.
Na Copa Libertadores de 2014, Canteros foi um dos destaques do time argentino na competição marcando gols. Contra o Universitario do Peru, Héctor marcou o gol da vitória por 1 a 0 em partida válida pela fase de grupos. Voltou a marcar contra o Atlético Paranaense na vitória por 3 a 1. Mas o Vélez Sarsfield acabou sendo eliminado nas oitavas de final pelo Nacional do Paraguai.
Na conquista da Supercopa Argentina de 2014, Tito foi peça importante, quando além de ótima atuação, marcou o gol que deu o título ao clube fortinero na vitória por 1 a 0 sobre o Arsenal de Sarandí.

### Flamengo
As especulações sobre sua contratação começaram em fevereiro de 2014. Porém, nesta época, o time argentino queria apenas vendê-lo.
| “ | É uma possibilidade interessante. Vamos ver o que acontece. Meu representante está negociando. É uma boa possibilidade e jogar no Brasil seria um sonho. | ” |

No dia 3 de julho de 2014, sua contratação (por 3 anos), foi confirmada pelo Flamengo.
Na coletiva em que foi apresentado, ele recebeu a camisa 20 (número escolhido pelo próprio), e uma carta de Zico, em que dava boas-vindas e demonstrava a sua torcida pelo jogador.
| “ | Estou muito feliz de estar aqui. Recebi muito carinho das pessoas em mensagens pelo Twitter. A verdade é que estou, realmente, muito contente de estar em um clube como Flamengo. Não vejo a hora de começar a jogar pelo Flamengo, que tem uma torcida muito grande, e Zico. Ele é um marco para o Flamengo. Tem grande identificação com o Flamengo. Precisa de sacrifício, vou lutar e tratar de ajudar a minha equipe. | ” |

Sua estreia pelo Flamengo aconteceu no dia 27 de julho de 2014, quando entrou no segundo tempo da vitória por 1 a 0 contra o Botafogo, em partida válida pelo Campeonato Brasileiro (entrou no lugar de Lucas Mugni).
Na partida seguinte (derrota do Fla por 1x0 pra Chapecoense, na Arena Condá), que aconteceu 7 dias depois de sua estreia, Canteros já foi escalado como titular.
No dia 4 de setembro de 2014, Canteros bateu (e não desperdiçou) o último pênalti, que deu a vitória (e a classificação) do Flamengo sobre o Coritiba, na disputa de pênaltis, para as 4as de finais da Copa do Brasil.
Marcou seu primeiro gol pelo Flamengo no dia 17 de setembro de 2014, no empate por 2 a 2 diante do Palmeiras, em partida válida pelo Campeonato Brasileiro.
Na 28a rodada da competição (partida em que o Fla venceu o Cruzeiro por 3x0), foi eleito o melhor volante da rodada (troféu Armandão, do SporTV), quando marcou o seu segundo gol pela equipe rubro-negra. Além disso, foi eleito O Cara da Rodada, em votação feita pelo site Lancenet.com.
Nos primeiros seis meses na Gávea, Canteros apresentou suas credenciais. Imprescindível para o time que buscava fugir da zona de rebaixamento no ano de 2014, o argentino tornou-se um dos homens de confiança de Vanderlei Luxemburgo, sempre apresentando-se sóbrio e aguerrido. Assim, começou o ano de 2015 com muita moral.
No dia 5 de fevereiro de 2015, Canteros marcou um belo gol de falta na goleada por 4 a 0 diante do Barra Mansa em partida válida pelo Campeonato Carioca.
No dia 31 de maio, o Flamengo perdeu para o Fluminense por 3x2, e Canteros foi expulso (após receber o segundo cartão amarelo) pela primeira vez com a camisa rubro-negra. Na sequência de sua expulsão, o argentino aplaudiu o árbitro Sandro Meira Ricci de forma irônica, e por isso foi denunciado pelo STJD por "desrespeito aos membros da equipe de arbitragem" (artigo 258 inciso II do CBJD), cuja pena varia em uma suspensão de um a seis jogos. Em seu julgamento, Canteros pegou apenas 1 jogo de suspensão.
No dia 18 de julho de 2015, um drible que aplicou em um defensor do Grêmio foi eleito o lance mais “abusado” da 14ª rodada do Campeonato Brasileiro, do programa "É Gol!!!", do SporTV. No meio de campo, ele aplicou um chapéu no defensor, dominou com a coxa, e, sem deixar a bola cair, fez um belo lançamento pro atacante peruano Guerrero, que quase marcou o gol.
No dia 2 de agosto de 2015, na partida em que o Fla empatou com o Santos por 2x2, válida pela 16a rodada do Brasileirão, Canteros puxou o contra-ataque e deu uma bela assistência, de trivela, pro Emerson Sheik marcar o segundo gol Flamenguista na partida.
Com a chegada do treinador Oswaldo de Oliveira, que ajustou o meio-campo do Flamengo, o futebol do Canteros cresceu de produção. A mudança começou pela saída de bola: Ele recuou 1o volante (formando uma linha de 3 com os 2 zagueiros), e Canteros passou a vir buscar a bola nesta linha de 3 zagueiros, executando a transição ofensiva, tendo como opções de passe 3 jogadores atrás de si, e os 2 laterais, que já estão a frente da linha do meio de campo, prontos para tabelar com os pontas.
No dia 2 de setembro de 2015, na partida em que o Fla venceu o Avaí por 3x0, válida pela 21a rodada do Brasileirão, Canteros deu um lindo passe de calcanhar para o Alan Patrick marcar o primeiro gol da partida.
No dia 13 de setembro, na partida em que o Fla venceu a Chapecoense por 3x1, válida pela 25a rodada do Brasileirão, Canteros teve uma grande atuação, chegando inclusive a marcar um gol (num chute cruzado), que concorreu ao gol mais bonito da rodada, em enquete do programa "É Gol!!!", do SporTV. Com 5,27% dos votos, o gol ficou em 2o lugar, atrás apenas do gol do Paulinho, marcado no mesmo jogo. Além disso, esta sua atuação lhe garantiu uma vaga na "Seleção da Rodada #25" do Cartola FC.
Em 2016, o técnico Muricy Ramalho recuou o jogador para a posição de 1o volante, deixando-o mais centralizado e mais próximo dos zagueiros. Assim, cabia a ele fazer a saída de bola da defesa pro ataque.
| “ | "Procurei colocar o Canteros de primeiro volante, que ele não está acostumado. A ideia era ter um volante só e dois meias. Foi questão de observação de jogo, por isso que mudei." | ” |

#### Chapecoense
Em 10 de agosto de 2017, Canteros acertou com a Chapecoense, por empréstimo do Flamengo até maio de 2018. Estreou em 27 de agosto de 2017, em partida valida pelo campeonato brasileiro, contra o Avai.
Ao fim do empréstimo pelo Flamengo, em meados de 2018, Canteros foi adquirido em definitivo pela Chape, assinando por mais uma temporada.

## Seleção Argentina
Em 2011 foi convocado pelo técnico Alejandro Sabella para a disputa dos dois jogos do Superclássico das Américas de 2011 em que a seleção acabou sendo vice-campeã.
Na primeira partida, atuou com a camisa 10, e foi o destaque do jogo do lado argentino; por isso, foi capa do diário Olé na edição pós-jogo.

## Estilo de jogo
| “ | Canteros começou como meio-campista defensivo (volante), mas sua grande técnica geralmente faz com que os técnicos o adiantem em campo. Está mais perto de ser um "enganche" do que um volante. Seu ponto forte não é a velocidade, mas sim a forma como controla a bola. É pensativo e cadenciado. É muito profissional. Tem uma grande capacidade com a bola no pé, dá passes certeiros e faz toda a equipe jogar. Nele se aparecia o que nós argentinos chamamos de "el potrero" (peladeiro, em português). Tem um estilo irreverente, destemido e bonito de jogar, com muita picardia (galhardia, pirraça). | ” |

Formado no Vélez Sarsfield na posição de volante, Canteros tornou-se um versátil meio-campista ao longo da carreira. O atleta demonstra destacada qualidade na organização de tramas ofensivas, sendo capaz de armar boas jogadas de bola parada. Por isso, ele foi definido pela mídia argentina com um típico camisa 10 argentino, o que eles chamam de "enganche". Tem um poder de finalização muito bom, arriscando tanto chutes mais colocados, mas também com muita potência.
A boa leitura de jogo que tem e sua qualidade técnica, lhe permitem receber o carimbo de bom organizador de tramas ofensivas. É um jogador polivalente bastante produtivo.
Porém, seu estilo pouco combativo em campo é citado como seu grande defeito. 

## Estatísticas
Até 22 de novembro de 2018.

### Clubes
| Clube             | Temporada         | Campeonato nacional | Campeonato nacional | Campeonato nacional | Copa nacional[a] | Copa nacional[a] | Copa nacional[a] | Competições continentais[b] | Competições continentais[b] | Competições continentais[b] | Outros torneios[c] | Outros torneios[c] | Outros torneios[c] | Total | Total | Total   |
| Clube             | Temporada         | Jogos               | Gols                | Assist.             | Jogos            | Gols             | Assist.          | Jogos                       | Gols                        | Assist.                     | Jogos              | Gols               | Assist.            | Jogos | Gols  | Assist. |
| ----------------- | ----------------- | ------------------- | ------------------- | ------------------- | ---------------- | ---------------- | ---------------- | --------------------------- | --------------------------- | --------------------------- | ------------------ | ------------------ | ------------------ | ----- | ----- | ------- |
| Vélez Sarsfield   | 2008–09           | 2                   | 0                   | 0                   | —                | —                | —                | —                           | —                           | —                           | —                  | —                  | —                  | 2     | 0     | 0       |
| Vélez Sarsfield   | 2009–10           | 3                   | 0                   | 0                   | —                | —                | —                | 0                           | 0                           | 0                           | —                  | —                  | —                  | 3     | 0     | 0       |
| Vélez Sarsfield   | 2010–11           | 21                  | 1                   | 1                   | —                | —                | —                | 7                           | 0                           | 0                           | —                  | —                  | —                  | 28    | 1     | 1       |
| Vélez Sarsfield   | 2011–12           | 28                  | 1                   | 2                   | 1                | 1                | 0                | 13                          | 1                           | 2                           | —                  | —                  | —                  | 42    | 3     | 4       |
| Vélez Sarsfield   | Total             | 54                  | 2                   | 3                   | 1                | 1                | 0                | 20                          | 1                           | 2                           | 0                  | 0                  | 0                  | 75    | 4     | 5       |
| Villarreal        | 2012–13           | 12                  | 2                   | 3                   | —                | —                | —                | —                           | —                           | —                           | —                  | —                  | —                  | 12    | 2     | 3       |
| Villarreal        | Total             | 12                  | 2                   | 3                   | 0                | 0                | 0                | 0                           | 0                           | 0                           | 0                  | 0                  | 0                  | 12    | 2     | 3       |
| Vélez Sarsfield   | 2012–13           | —                   | —                   | —                   | —                | —                | —                | —                           | —                           | —                           | 1                  | 1                  | 0                  | 1     | 1     | 0       |
| Vélez Sarsfield   | 2013              | 17                  | 0                   | 3                   | 0                | 0                | 0                | 6                           | 0                           | 1                           | —                  | —                  | —                  | 23    | 0     | 4       |
| Vélez Sarsfield   | 2014              | 13                  | 1                   | 5                   | 1                | 1                | 0                | 6                           | 2                           | 1                           | —                  | —                  | —                  | 20    | 4     | 6       |
| Vélez Sarsfield   | Total             | 30                  | 1                   | 8                   | 1                | 1                | 0                | 12                          | 2                           | 2                           | 1                  | 1                  | 0                  | 44    | 5     | 10      |
| Flamengo          | 2014              | 24                  | 2                   | 3                   | 6                | 0                | 0                | —                           | —                           | —                           | —                  | —                  | —                  | 30    | 2     | 3       |
| Flamengo          | 2015              | 34                  | 2                   | 4                   | 6                | 0                | 0                | —                           | —                           | —                           | 19                 | 1                  | 1                  | 59    | 3     | 5       |
| Flamengo          | 2016              | 2                   | 0                   | 0                   | 0                | 0                | 0                | 0                           | 0                           | 0                           | 5                  | 0                  | 0                  | 7     | 0     | 0       |
| Flamengo          | Total             | 60                  | 4                   | 7                   | 12               | 0                | 0                | 0                           | 0                           | 0                           | 24                 | 1                  | 1                  | 96    | 5     | 8       |
| Vélez Sarsfield   | 2016–17           | 14                  | 0                   | 2                   | 2                | 0                | 0                | —                           | —                           | —                           | —                  | —                  | —                  | 16    | 0     | 2       |
| Vélez Sarsfield   | Total             | 14                  | 0                   | 2                   | 2                | 0                | 0                | 0                           | 0                           | 0                           | 0                  | 0                  | 0                  | 16    | 0     | 2       |
| Chapecoense       | 2017              | 13                  | 1                   | 2                   | —                | —                | —                | 1                           | 0                           | 0                           | —                  | —                  | —                  | 14    | 1     | 2       |
| Chapecoense       | 2018              | 32                  | 2                   | 2                   | 4                | 0                | 0                | 0                           | 0                           | 0                           | 7                  | 0                  | 1                  | 43    | 2     | 3       |
| Chapecoense       | Total             | 38                  | 3                   | 4                   | 4                | 0                | 0                | 1                           | 0                           | 0                           | 7                  | 0                  | 1                  | 57    | 3     | 5       |
| Total na carreira | Total na carreira | 215                 | 12                  | 27                  | 20               | 2                | 0                | 33                          | 3                           | 4                           | 32                 | 2                  | 2                  | 300   | 19    | 33      |

- a. ^ Jogos da Copa Argentina, Copa do Brasil
- b. ^ Jogos da Copa Sul-Americana e Copa Libertadores
- c. ^ Jogos do Supercopa Argentina, Granada Cup, Super Series, Campeonato Carioca, Jogo amistoso, Troféu Asa Branca, Taça Chico Science e Primeira Liga do Brasil

|          | Data                    | Local                                                   | Resultado | Adversário             | Gols | Assist. | Competição                      |
| -------- | ----------------------- | ------------------------------------------------------- | --------- | ---------------------- | ---- | ------- | ------------------------------- |
| Flamengo |                         |                                                         |           |                        |      |         |                                 |
| 132.     | 27 de julho de 2014     | Maracanã, Rio de Janeiro, Brasil                        | 1–0       | Botafogo               | 0    | 0       | Campeonato Brasileiro de 2014   |
| 133.     | 3 de agosto de 2014     | Arena Condá, Chapecó, Brasil                            | 0–1       | Chapecoense            | 0    | 0       | Campeonato Brasileiro de 2014   |
| 134.     | 10 de agosto de 2014    | Maracanã, Rio de Janeiro, Brasil                        | 1–0       | Sport                  | 0    | 0       | Campeonato Brasileiro de 2014   |
| 135.     | 17 de agosto de 2014    | Couto Pereira, Curitiba, Brasil                         | 1–0       | Coritiba               | 0    | 0       | Campeonato Brasileiro de 2014   |
| 136.     | 20 de agosto de 2014    | Maracanã, Rio de Janeiro, Brasil                        | 2–1       | Atlético Mineiro       | 0    | 0       | Campeonato Brasileiro de 2014   |
| 137.     | 24 de agosto de 2014    | Heriberto Hülse, Criciúma, Brasil                       | 2–0       | Criciúma               | 0    | 0       | Campeonato Brasileiro de 2014   |
| 138.     | 27 de agosto de 2014    | Couto Pereira, Curitiba, Brasil                         | 0–3       | Coritiba               | 0    | 0       | Copa do Brasil de 2014          |
| 138.     | 31 de agosto de 2014    | Barradão, Salvador, Brasil                              | 2–1       | Vitória                | 0    | 0       | Campeonato Brasileiro de 2014   |
| 140.     | 3 setembro de 2014      | Maracanã, Rio de Janeiro, Brasil                        | 3–0 (3–2) | Coritiba               | 0    | 0       | Copa do Brasil de 2014          |
| 141.     | 6 de setembro de 2014   | Maracanã, Rio de Janeiro, Brasil                        | 0–1       | Grêmio                 | 0    | 0       | Campeonato Brasileiro de 2014   |
| 142.     | 10 de setembro de 2014  | Arena Pantanal, Cuiabá, Brasil                          | 0–1       | Goiás                  | 0    | 0       | Campeonato Brasileiro de 2014   |
| 143.     | 14 de setembro de 2014  | Maracanã, Rio de Janeiro, Brasil                        | 1–0       | Corinthians            | 0    | 0       | Campeonato Brasileiro de 2014   |
| 144.     | 17 de setembro de 2014  | Pacaembu, São Paulo, Brasil                             | 1–1       | Palmeiras              | 1    | 0       | Campeonato Brasileiro de 2014   |
| 145.     | 24 de setembro de 2014  | Morumbi, São Paulo, Brasil                              | 2–2       | São Paulo              | 0    | 1       | Campeonato Brasileiro de 2014   |
| 146.     | 28 de setembro de 2014  | Arena Fonte Nova, Salvador, Brasil                      | 1–1       | Bahia                  | 0    | 0       | Campeonato Brasileiro de 2014   |
| 147.     | 1 de outubro de 2014    | Arena das Dunas, Natal, Brasil                          | 1–0       | América                | 0    | 0       | Copa do Brasil de 2014          |
| 148.     | 4 de outubro de 2014    | Maracanã, Rio de Janeiro, Brasil                        | 0–1       | Santos                 | 0    | 0       | Campeonato Brasileiro de 2014   |
| 149.     | 8 de outubro de 2014    | Orlando Scarpelli, Florianópolis, Brasil                | 2–1       | Figueirense            | 0    | 0       | Campeonato Brasileiro de 2014   |
| 150.     | 12 de outubro de 2014   | Maracanã, Rio de Janeiro, Brasil                        | 3–0       | Cruzeiro               | 1    | 0       | Campeonato Brasileiro de 2014   |
| 151.     | 15 de outubro de 2014   | Maracanã, Rio de Janeiro, Brasil                        | 1–0       | América                | 0    | 0       | Copa do Brasil de 2014          |
| 152.     | 19 de outubro de 2014   | Arena da Baixada, Curitiba, Brasil                      | 1–2       | Atlético Paranaense    | 0    | 0       | Campeonato Brasileiro de 2014   |
| 153.     | 22 de outubro de 2014   | Maracanã, Rio de Janeiro, Brasil                        | 2–0       | Internacional          | 0    | 0       | Campeonato Brasileiro de 2014   |
| 154.     | 29 de outubro de 2014   | Maracanã, Rio de Janeiro, Brasil                        | 2–0       | Atlético Mineiro       | 0    | 0       | Copa do Brasil de 2014          |
| 155.     | 2 de novembro de 2014   | Maracanã, Rio de Janeiro, Brasil                        | 3–0       | Chapecoense            | 0    | 0       | Campeonato Brasileiro de 2014   |
| 156.     | 5 de novembro de 2014   | Mineirão, Belo Horizonte, Brasil                        | 4–1       | Atlético Mineiro       | 0    | 0       | Copa do Brasil de 2014          |
| 157.     | 9 de novembro de 2014   | Itaipava Arena Pernambuco, São Lourenço da Mata, Brasil | 2–2       | Sport                  | 0    | 0       | Campeonato Brasileiro de 2014   |
| 158.     | 16 de novembro de 2014  | Maracanã, Rio de Janeiro, Brasil                        | 3–2       | Coritiba               | 0    | 1       | Campeonato Brasileiro de 2014   |
| 159.     | 19 de novembro de 2014  | Independência, Belo Horizonte, Brasil                   | 0–4       | Atlético Mineiro       | 0    | 0       | Campeonato Brasileiro de 2014   |
| 160.     | 23 de novembro de 2014  | Castelão, São Luís, Brasil                              | 1–1       | Criciúma               | 0    | 1       | Campeonato Brasileiro de 2014   |
| 161.     | 29 de novembro de 2014  | Vivaldo Lima, Manaus, Brasil                            | 4–0       | Vitória                | 0    | 0       | Campeonato Brasileiro de 2014   |
| 162.     | 18 de janeiro de 2015   | Mané Garrincha, Brasília, Brasil                        | 0–0       | Shakhtar Donetsk       | 0    | 0       | Granada Cup                     |
| 163.     | 21 de janeiro de 2015   | Vivaldo Lima, Manaus, Brasil                            | 1–0       | Vasco da Gama          | 0    | 0       | Super Series                    |
| 164.     | 25 de janeiro de 2015   | Vivaldo Lima, Manaus, Brasil                            | 1–0       | São Paulo              | 0    | 0       | Super Series                    |
| 165.     | 31 de janeiro de 2015   | Moacyrzão, Macaé, Brasil                                | 1–1       | Macaé                  | 0    | 0       | Campeonato Carioca de 2015      |
| 166.     | 4 de fevereiro de 2015  | Maracanã, Rio de Janeiro, Brasil                        | 4–0       | Barra Mansa            | 1    | 0       | Campeonato Carioca de 2015      |
| 167.     | 7 de fevereiro de 2015  | Raulino de Oliveira, Volta Redonda, Brasil              | 2–1       | Resende                | 0    | 0       | Campeonato Carioca de 2015      |
| 168.     | 11 de fevereiro de 2015 | Maracanã, Rio de Janeiro, Brasil                        | 5–1       | Cabofriense            | 0    | 0       | Campeonato Carioca de 2015      |
| 169.     | 19 de fevereiro de 2015 | Maracanã, Rio de Janeiro, Brasil                        | 2–0       | Boavista               | 0    | 0       | Campeonato Carioca de 2015      |
| 170.     | 22 de fevereiro de 2015 | Raulino de Oliveira, Volta Redonda, Brasil              | 1–1       | Madureira              | 0    | 0       | Campeonato Carioca de 2015      |
| 171.     | 25 de fevereiro de 2015 | Bento Freitas, Pelotas, Brasil                          | 2–1       | Brasil de Pelotas      | 0    | 0       | Copa do Brasil de 2015          |
| 172.     | 1 de março de 2015      | Maracanã, Rio de Janeiro, Brasil                        | 0–1       | Botafogo               | 0    | 0       | Campeonato Carioca de 2015      |
| 173.     | 4 de março de 2015      | Maracanã, Rio de Janeiro, Brasil                        | 2–0       | Nacional               | 0    | 0       | Amistoso                        |
| 174.     | 7 de março de 2015      | Nilton Santos, Rio de Janeiro, Brasil                   | 2–0       | Friburguense           | 0    | 0       | Campeonato Carioca de 2015      |
| 175.     | 11 de março de 2015     | Maracanã, Rio de Janeiro, Brasil                        | 2–1       | Volta Redonda          | 0    | 0       | Campeonato Carioca de 2015      |
| 176.     | 14 de março de 2015     | Los Larios, Duque de Caxias, Brasil                     | 3–1       | Tigres do Brasil       | 0    | 0       | Campeonato Carioca de 2015      |
| 177.     | 18 de março de 2015     | Maracanã, Rio de Janeiro, Brasil                        | 2–0       | Brasil de Pelotas      | 0    | 0       | Copa do Brasil de 2015          |
| 178.     | 22 de março de 2015     | Maracanã, Rio de Janeiro, Brasil                        | 2–1       | Vasco da Gama          | 0    | 0       | Campeonato Carioca de 2015      |
| 179.     | 28 de março de 2015     | Nilton Santos, Rio de Janeiro, Brasil                   | 2–0       | Bonsucesso             | 0    | 0       | Campeonato Carioca de 2015      |
| 180.     | 12 de abril de 2015     | Maracanã, Rio de Janeiro, Brasil                        | 0–0       | Vasco da Gama          | 0    | 0       | Campeonato Carioca de 2015      |
| 181.     | 10 de maio de 2015      | Morumbi, São Paulo, Brasil                              | 2–2       | São Paulo              | 0    | 0       | Campeonato Brasileiro de 2015   |
| 182.     | 17 de maio de 2015      | Maracanã, Rio de Janeiro, Brasil                        | 2–2       | Sport                  | 1    | 0       | Campeonato Brasileiro de 2015   |
| 183.     | 24 de maio de 2015      | Ressacada, Florianópolis, Brasil                        | 1–2       | Avaí                   | 0    | 0       | Campeonato Brasileiro de 2015   |
| 184.     | 27 de maio de 2015      | Maracanã, Rio de Janeiro, Brasil                        | 1–1       | Náutico                | 0    | 0       | Copa do Brasil de 2015          |
| 185.     | 31 de maio de 2015      | Maracanã, Rio de Janeiro, Brasil                        | 2–3       | Fluminense             | 0    | 0       | Campeonato Brasileiro de 2015   |
| 186.     | 6 de junho de 2015      | Maracanã, Rio de Janeiro, Brasil                        | 1–0       | Chapecoense            | 0    | 0       | Campeonato Brasileiro de 2015   |
| 187.     | 13 de junho de 2015     | Couto Pereira, Curitiba, Brasil                         | 1–0       | Coritiba               | 0    | 0       | Campeonato Brasileiro de 2015   |
| 188.     | 20 de junho de 2015     | Maracanã, Rio de Janeiro, Brasil                        | 0–2       | Atlético Mineiro       | 0    | 0       | Campeonato Brasileiro de 2015   |
| 189.     | 28 de junho de 2015     | Arena Pantanal, Cuiabá, Brasil                          | 0–1       | Vasco da Gama          | 0    | 0       | Campeonato Brasileiro de 2015   |
| 190.     | 1 de julho de 2015      | Arena Joinville, Joinville, Brasil                      | 1–0       | Joinville              | 0    | 0       | Campeonato Brasileiro de 2015   |
| 191.     | 5 de julho de 2015      | Maracanã, Rio de Janeiro, Brasil                        | 1–2       | Figueirense            | 0    | 0       | Campeonato Brasileiro de 2015   |
| 192.     | 8 de julho de 2015      | Beira-Rio, Porto Alegre, Brasil                         | 2–1       | Internacional          | 0    | 1       | Campeonato Brasileiro de 2015   |
| 193.     | 12 de julho de 2015     | Maracanã, Rio de Janeiro, Brasil                        | 0–3       | Corinthians            | 0    | 0       | Campeonato Brasileiro de 2015   |
| 194.     | 15 de julho de 2015     | Arena Pernambuco, São Lourenço da Mata, Brasil          | 2–0       | Náutico                | 0    | 0       | Copa do Brasil de 2015          |
| 195.     | 18 de julho de 2015     | Maracanã, Rio de Janeiro, Brasil                        | 1–0       | Grêmio                 | 0    | 0       | Campeonato Brasileiro de 2015   |
| 196.     | 26 de julho de 2015     | Serra Dourada, Goiânia, Brasil                          | 1–0       | Goiás                  | 0    | 0       | Campeonato Brasileiro de 2015   |
| 197.     | 2 de agosto de 2015     | Maracanã, Rio de Janeiro, Brasil                        | 2–2       | Santos                 | 0    | 1       | Campeonato Brasileiro de 2015   |
| 198.     | 9 de agosto de 2015     | Estádio Moisés Lucarelli, Campinas, Brasil              | 0–1       | Ponte Preta            | 0    | 0       | Campeonato Brasileiro de 2015   |
| 199.     | 12 de agosto de 2015    | Maracanã, Rio de Janeiro, Brasil                        | 3–2       | Atlético Paranaense    | 0    | 0       | Campeonato Brasileiro de 2015   |
| 200.     | 19 de agosto de 2015    | Maracanã, Rio de Janeiro, Brasil                        | 0–1       | Vasco da Gama          | 0    | 0       | Copa do Brasil de 2015          |
| 201.     | 23 de agosto de 2015    | Maracanã, Rio de Janeiro, Brasil                        | 2–1       | São Paulo              | 0    | 0       | Campeonato Brasileiro de 2015   |
| 202.     | 26 de agosto de 2015    | Maracanã, Rio de Janeiro, Brasil                        | 1–1       | Vasco da Gama          | 0    | 0       | Copa do Brasil de 2015          |
| 203.     | 30 de agosto de 2015    | Arena Pernambuco, São Lourenço da Mata, Brasil          | 1–0       | Sport                  | 0    | 0       | Campeonato Brasileiro de 2015   |
| 204.     | 2 de setembro de 2015   | Arena das Dunas, Natal, Brasil                          | 3–0       | Avaí                   | 0    | 1       | Campeonato Brasileiro de 2015   |
| 205.     | 6 de setembro de 2015   | Maracanã, Rio de Janeiro, Brasil                        | 3–1       | Fluminense             | 0    | 0       | Campeonato Brasileiro de 2015   |
| 206.     | 13 de setembro de 2015  | Arena Condá, Chapecó, Brasil                            | 3–1       | Chapecoense            | 1    | 0       | Campeonato Brasileiro de 2015   |
| 207.     | 17 de setembro de 2015  | Mané Garrincha, Brasília, Brasil                        | 0–2       | Coritiba               | 0    | 0       | Campeonato Brasileiro de 2015   |
| 208.     | 20 de setembro de 2015  | Independência, Belo Horizonte, Brasil                   | 1–4       | Atlético Mineiro       | 0    | 1       | Campeonato Brasileiro de 2015   |
| 209.     | 27 de setembro de 2015  | Maracanã, Rio de Janeiro, Brasil                        | 1–2       | Vasco da Gama          | 0    | 0       | Campeonato Brasileiro de 2015   |
| 210.     | 4 de outubro de 2015    | Maracanã, Rio de Janeiro, Brasil                        | 2–0       | Joinville              | 0    | 0       | Campeonato Brasileiro de 2015   |
| 211.     | 11 de outubro de 2015   | Kléber Andrade, Cariacica, Brasil                       | 4–0       | Desportiva Ferroviária | 0    | 0       | Amistoso                        |
| 212.     | 14 de outubro de 2015   | Orlando Scarpelli, Florianópolis, Brasil                | 0–3       | Figueirense            | 0    | 0       | Campeonato Brasileiro de 2015   |
| 213.     | 18 de outubro de 2015   | Maracanã, Rio de Janeiro, Brasil                        | 0–1       | Internacional          | 0    | 0       | Campeonato Brasileiro de 2015   |
| 214.     | 25 de outubro de 2015   | Arena Corinthians, São Paulo, Brasil                    | 0–1       | Corinthians            | 0    | 0       | Campeonato Brasileiro de 2015   |
| 215.     | 1 de novembro de 2015   | Arena do Grêmio, Porto Alegre, Brasil                   | 0–2       | Grêmio                 | 0    | 0       | Campeonato Brasileiro de 2015   |
| 216.     | 8 de novembro de 2015   | Maracanã, Rio de Janeiro, Brasil                        | 4–1       | Goiás                  | 0    | 0       | Campeonato Brasileiro de 2015   |
| 217.     | 15 de novembro de 2015  | Maracanã, Rio de Janeiro, Brasil                        | 1–0       | Orlando City           | 0    | 0       | Amistoso                        |
| 218.     | 19 de novembro de 2015  | Vila Belmiro, Santos, Brasil                            | 0–0       | Santos                 | 0    | 0       | Campeonato Brasileiro de 2015   |
| 219.     | 22 de novembro de 2015  | Mané Garrincha, Brasília, Brasil                        | 1–1       | Ponte Preta            | 0    | 0       | Campeonato Brasileiro de 2015   |
| 220.     | 29 de novembro de 2015  | Arena da Baixada, Curitiba, Brasil                      | 0–3       | Atlético Paranaense    | 0    | 0       | Campeonato Brasileiro de 2015   |
| 221.     | 21 de janeiro de 2016   | Castelão, Fortaleza, Brasil                             | 3–3 (3–4) | Ceará                  | 0    | 0       | Troféu Asa Branca de 2016       |
| 222.     | 24 de janeiro de 2016   | Arruda, Recife, Brasil                                  | 1–3       | Santa Cruz             | 0    | 0       | Taça Chico Science de 2016      |
| 223.     | 27 de janeiro de 2016   | Mineirão, Belo Horizonte, Brasil                        | 2–0       | Atlético Mineiro       | 0    | 0       | Primeira Liga do Brasil de 2016 |
| 224.     | 24 de fevereiro de 2016 | Moacyrzão, Macaé, Brasil                                | 1–0       | Cabofriense            | 0    | 0       | Campeonato Carioca de 2016      |
| 225.     | 5 de março de 2016      | Raulino de Oliveira, Volta Redonda, Brasil              | 3–1       | Bangu                  | 0    | 0       | Campeonato Carioca de 2016      |
| 226.     | 10 de julho de 2016     | Mané Garrincha, Brasília, Brasil                        | 2–0       | Atlético Mineiro       | 0    | 0       | Campeonato Brasileiro de 2016   |
| 227.     | 16 de julho de 2016     | Luso Brasileiro, Rio de Janeiro, Brasil                 | 3–3       | Botafogo               | 0    | 0       | Campeonato Brasileiro de 2016   |

### Seleção Argentina
Abaixo estão listados todos e jogos e gols do futebolista pela Seleção Argentina. Abaixo da tabela, clique em expandir para ver a lista detalhada dos jogos de acordo com a categoria selecionada.
Seleção principal
| Ano   |       |      |         |       |
| Ano   | Jogos | Gols | Assist. | Média |
| ----- | ----- | ---- | ------- | ----- |
| 2011  | 2     | 0    | 0       | 0     |
| Total | 2     | 0    | 0       | 0     |

|    | Data                   | Local                                            | Resultado | Adversário | Gols | Assist. | Competição                         |
| -- | ---------------------- | ------------------------------------------------ | --------- | ---------- | ---- | ------- | ---------------------------------- |
| 1. | 14 de setembro de 2011 | Estádio Mario Alberto Kempes, Córdoba, Argentina | 0–0       | Brasil     | 0    | 0       | Superclássico das Américas de 2011 |
| 2. | 28 de setembro de 2011 | Mangueirão, Belém, Brasil                        | 0–2       | Brasil     | 0    | 0       | Superclássico das Américas de 2011 |

## Títulos
Vélez Sarsfield
- Campeonato Argentino (Clausura): 2009 e 2011
- Superfinal do Campeonato Argentino: 2013
- Supercopa Argentina: 2013

Flamengo
- Torneio Super Series: 2015
- Torneio Super Clássicos: 2015

### Prêmios Individuais
- 2015 - 500 jogadores mais importantes do mundo - "World Soccer Magazine"[2]